# 青山泉镇
青山泉镇是中华人民共和国江苏省徐州市贾汪区下辖的一个镇。

## 行政区划
青山泉镇下辖以下村级行政区划单位：
蔬菜社区、青山泉社区、南街社区、青山泉街社区、卫东社区、房上村、后柿庄村、前八丁村、荆台村、庞下洼村、夏朔村、陈山村、张庄村、花庄村、姚庄村和唐庄村。